# Amoksapin
Amoksapin (Amokisan, Asendin, Asendis, Defanil, Demoloks, Moksadil) je tetraciklični antidepresiv iz dibenzoksazepinske familije, mada se on često klasifikuje kao sekundarni aminski triciklični antidepresiv. On je N-demetilisani metabolit Loksapina.

## Farmakologija
Amoksapin ispoljava mnoštvo farmakoloških efekata. On je umeren i jak inhibitor preuzimanja serotonina i norepinefrina, respektivno, i vezuje se za , , , , , 5-HT7, D2, α1-adrenergički, D3, D4, i H1 receptor sa promenljivim ali značajnim afinitetom, na njijima deluje kao antagonist (ili inverzni agonist u zavisnosti od receptora) na svim aktivnim mestima. On ima slab i zanemarljiv afinitet za dopaminski transporter i , , D1, α2-adrenergički, H4, , i GABAA receptor, i nema afiniteta za β-adrenergičke receptore ili za alosterna benzodiazepinska mesta na GABAA receptoru.

## Spoljašnje veze
|  | Molimo Vas, obratite pažnju na važno upozorenje u vezi sa temama iz oblasti medicine (zdravlja). |